# جمعية الصليب الأحمر الصينية
جمعية الصليب الأحمر الصينية (بالصينية:中国红十字会) ، تأسست سنة 1904م.

## تاريخ مشاركة الجمعية خلال فترة الحرب
عملت جمعية الصليب الأحمر الصينية خلال فترة الحرب اليابانية الصينية الأولى والحرب اليابانية الصينية الثانية ، بحيث كان الطاقم الطبي الصيني يتعرض لخطر الموت الذي ينفذه الجيش الإمبراطوري الياباني في زمن الحرب العالمية الثانية.

## وصلات خارجية
- Official English website of the Red Cross Society of China
- Law of the People's Republic of China on the Red Cross Society نسخة محفوظة 30 يناير 2004 على موقع واي باك مشين.